# Megamolgophis
Megamolgophis es un género extinto de lepospóndilos (pertenecientes al grupo  Lysorophia) que vivieron a comienzos del período Pérmico en lo que hoy son los Estados Unidos.